# Mirt Sost Shi Amit
Mirt Sost Shi Amit es una película etíope de 1976 dirigida por Haile Gerima. Para la producción del filme, titulado internacionalmente Harvest: 3,000 Years, Gerima regresó a su natal Etiopía para desarrollar la historia de una familia rural de muy escasos recursos que se gana la vida con un sistema de trabajo brutal, explotador y feudal.

## Producción

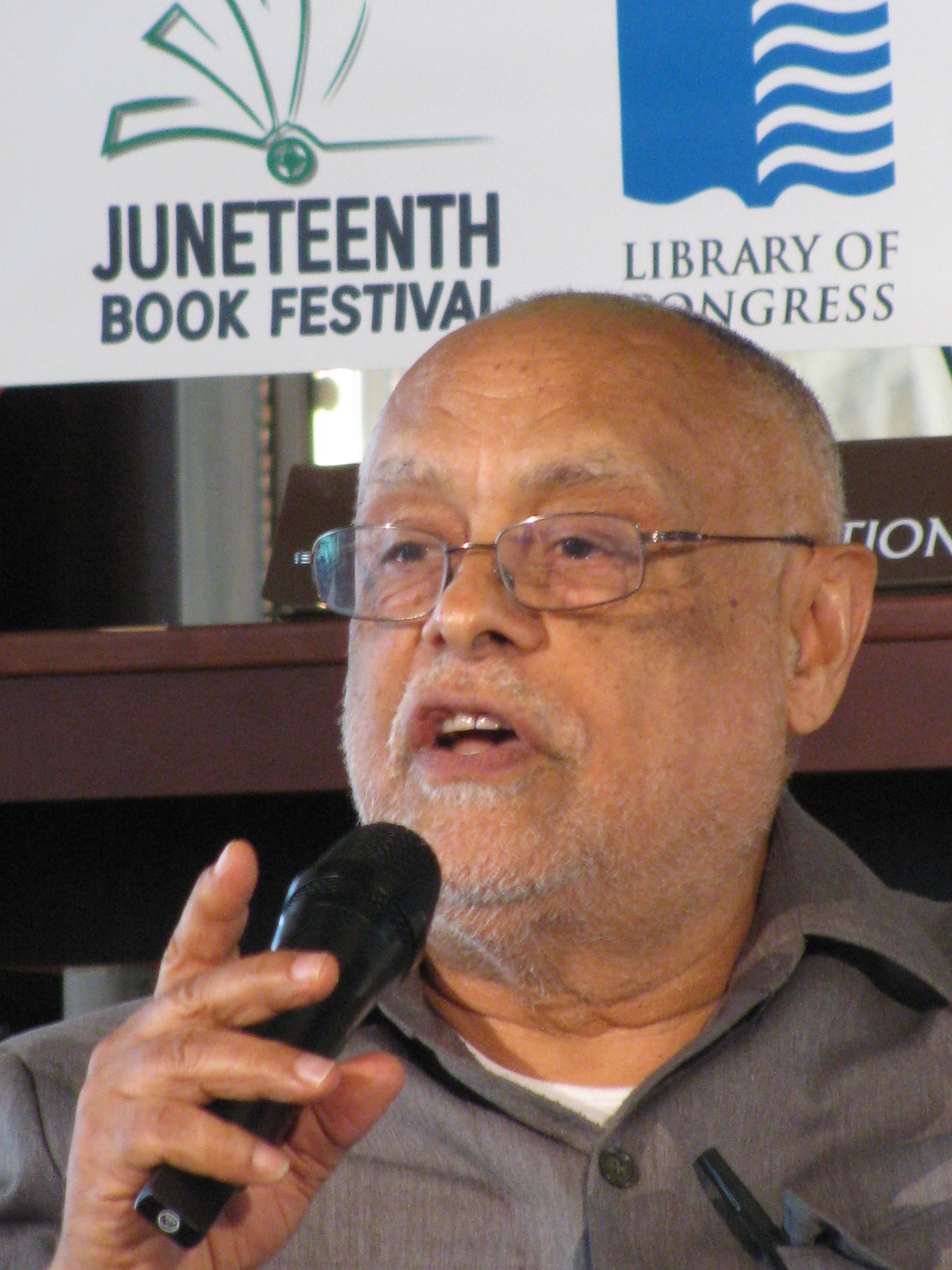
Haile Gerima regresó a su Etiopía natal para grabar la película con actores naturales

Mirt Sost Shi Amit fue rodada en blanco y negro y se usaron actores naturales que interpretaron sus papeles en medio de una guerra civil después del derrocamiento de Haile Selassie, el último monarca etíope. El director expresó al respecto: "La primera película que hice en Etiopía, Mirt Sost Shi Amit, muestra las huellas reales de mi juventud, de donde crecí con mi padre y el resto de mi familia".

## Reparto
- Kasu Asfaw
- Gebru Kasa
- Worke Kasa
- Melaku Makonen
- Adane Melaku
- Harege-Weyn Tafere